# Peugeot 202
La 202 è una vettura di classe medio-bassa prodotta dalla casa francese Peugeot dal 1938 al 1949.

## Profilo e storia

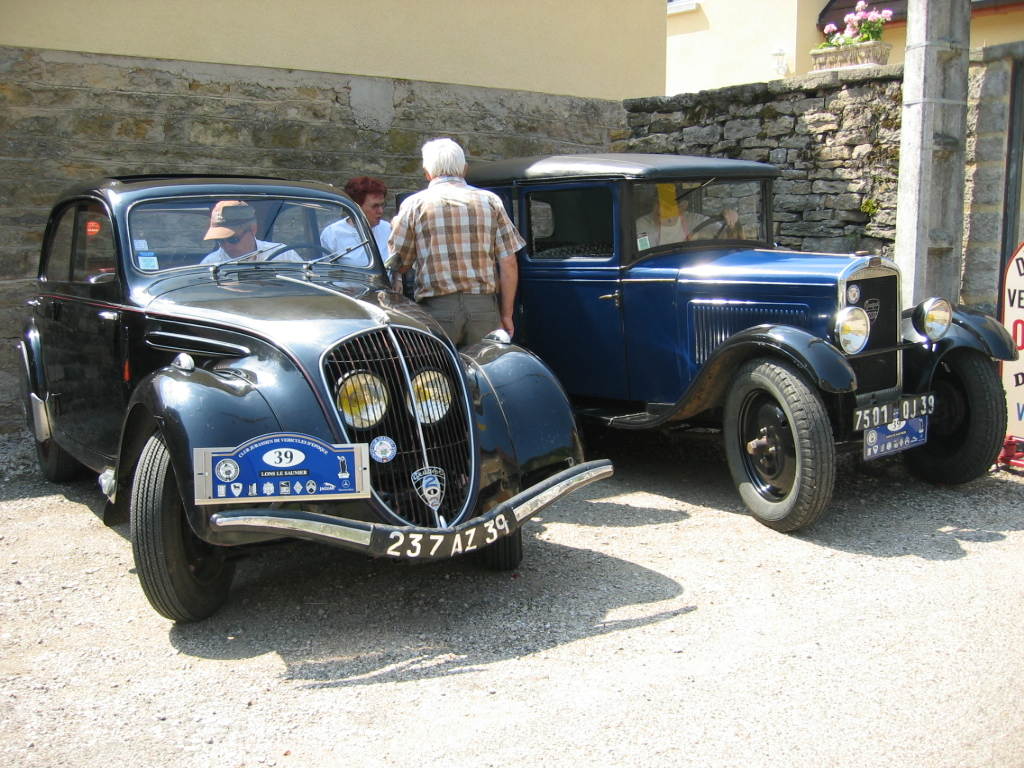
Peugeot 202 e l'antenata 201

La 202 fu presentata alla stampa il 3 marzo del 1938 per tornare nel segmento del vetture che nella legislazione francese ricopriva la fascia dei 6 CV fiscali, ossia delle vetture con motore da 1.1 litri, dove la Casa francese mancava ormai da qualche anno, e precisamente dal 1934, quando l'antenata 201 cominciò ad evolversi proponendo motori di cilindrata più elevata.
Stilisticamente, la 202 proponeva un corpo vettura strettamente imparentato con quello delle due "sorelle maggiori", la 302 e la 402, rispetto alle quali differiva praticamente solo per le proporzioni più ridotte e per le differenti prese d'aria laterali ai lati del cofano motore. Presenti quindi i contenuti stilistici propri delle Peugeot della seconda metà di quel decennio, compresa la calandra che incorporava i due fari sistemati in posizione molto centrale dietro la griglia, ma anche le carenature ai passaruota posteriori, su cui campeggiava una testa di leone stilizzata.
La 202 si poneva alla base della gamma Peugeot, ed era equipaggiata dalla nuova unità motoristica TG, un 4 cilindri in linea da 1133 cm³ con distribuzione a valvole in testa, e in grado di sviluppare 30 CV di potenza massima. La struttura era costituita dal telaio separato "Bloctube" in acciaio a longheroni e traverse, ma del tipo derivato da quello della 402. Il resto della meccanica proponeva invece un avantreno a ruote indipendenti, inizialmente con barre di torsione longitudinali, e un retrotreno ad assale rigido con balestre semi-cantilever. L'impianto frenante era di tipo Bendix, con tamburi sulle quattro ruote azionati mediante cavo, una soluzione che ormai cominciava a essere alquanto superata, poiché già all'epoca stavano diffondendosi i primi sistemi idraulici. Infine il cambio era manuale a 3 marce (con prima marcia non sincronizzata) ed era interfacciato al motore mediante una frizione monodisco a secco di tipo Mécano Comète.
La 202 fu prodotta in due periodi separati: il primo periodo è compreso tra il 1938 e il 1941. Dopodiché, essendo entrati in pieno conflitto mondiale la produzione fu interrotta per poi essere ripresa dal 1946 fino al 1949, anno di fine produzione della 202. La concorrenza in madrepatria era limitata praticamente alla Renault Juvaquatre e alla Simca 8, mentre oltre i confini francesi, dove peraltro la vettura non giunse che in pochi esemplari, vi erano modelli come la Opel Kadett in Germania e la Fiat 1100 in Italia. All'inizio della sua carriera commerciale la 202 venne sottoposta ad alcuni test di durata e di consumo, per convincere il pubblico dell'affidabilità del motore, ma anche per esaltarne le doti di economia di esercizio, in particolare sul fronte consumi. Una 202 girò sul circuito di Montlhéry per 24 ore alla media di 100,14 km/h (la Peugeot dichiarava una velocità massima di 100 km/h), mentre un'altra viaggiò da Parigi a Bordeaux consumando 7.75 litri ogni 100 km, che scesero a 7.4 in un altro test condotto lungo 640 km di strade urbane nella capitale francese.
Al suo debutto, la 202 fu proposta nella sola carrozzeria berlina a 4 porte e in due livelli di allestimento, normale e Luxe. I primi aggiornamenti si ebbero nell'ottobre del 1938, quando la gamma si ampliò con l'arrivo di quattro nuove varianti di carrozzeria: berlina trasformabile, cabriolet a due porte e due posti, Familiale Commerciale e pick-up. Due mesi dopo, a dicembre, l'avantreno a barre di torsione lasciò il posto a un più sicuro schema a balestra trasversale, mentre i supporti del motore divennero di tipo elastico. Dopodiché non vi furono altri aggiornamenti di rilievo e si arrivò così allo scoppio della seconda guerra mondiale, che scombussolò tutti i programmi della Casa francese: la 202 continuò a essere proposta con una gamma ridotta alle sole versioni berlina Grand Luxe (che sostituì in un colpo le precedenti due versioni) e Familiale Commerciale. Nel 1940 vi furono migliorie alla balestra anteriore, che divenne a 9 foglie anziché 6.
All'indomani della resa tedesca, in Francia non si ritenne opportuno riproporre che la sola 202 nel proprio listino, in quanto vettura economica più consona al periodo di austerità dettato dalla necessità di ricostruire il paese martoriato. Nel 1945, della piccola berlina francese non furono prodotti che 20 esemplari, completamente identici alle 202 del 1940. 
Alcune novità di ebbero nel maggio 1946 con l'arrivo della 202 B, anch'essa proposta unicamente come berlina: a cambiare furono i nuovi cerchi pieni in acciaio e la posizione del bocchettone di rifornimento, spostato dal portamozzo della ruota di scorta al parafango posteriore destro. Analogamente venne allargata la carreggiata anteriore (da 115,3 a 117,7 m).

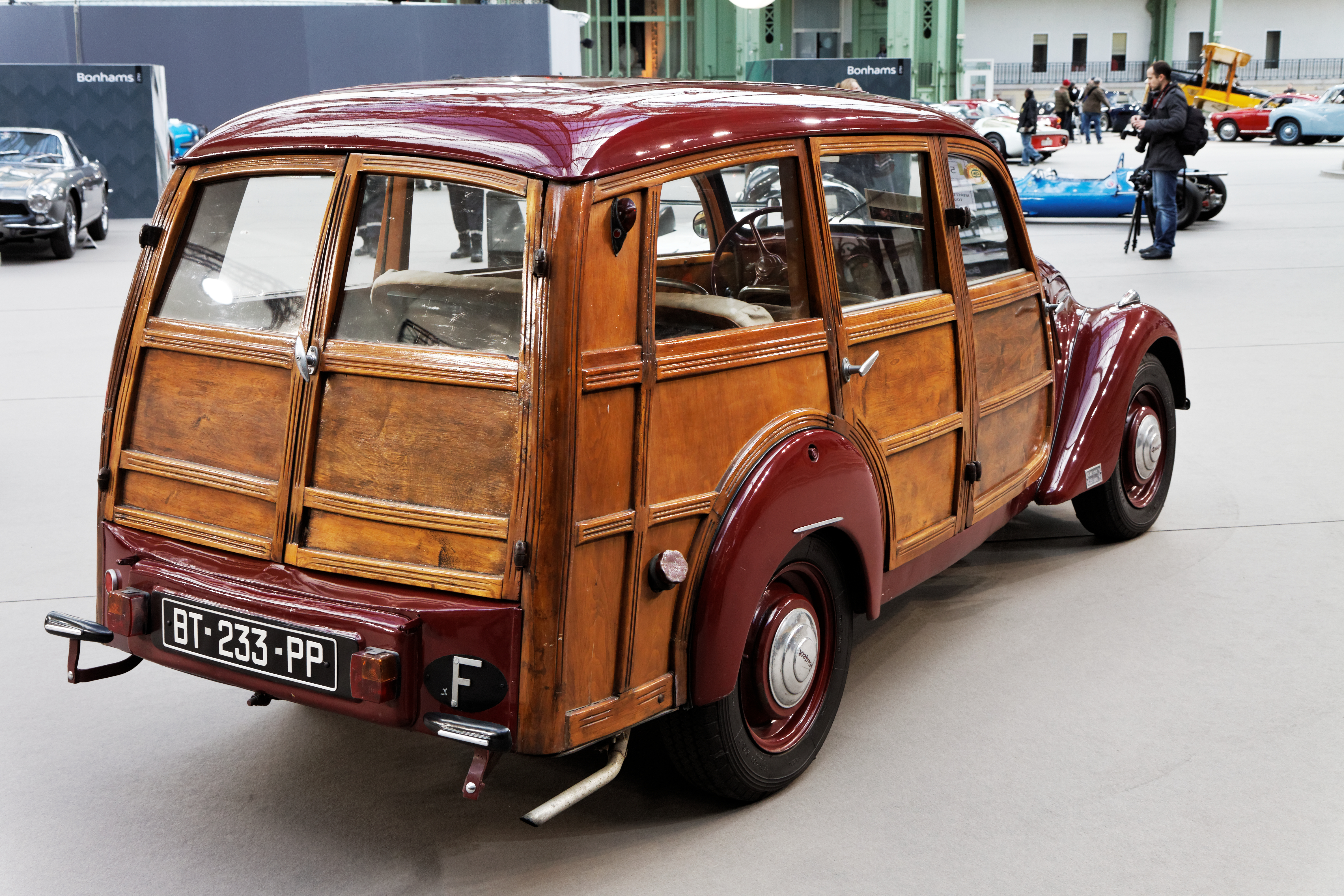
Peugeot 202 Break commercial

Ma già in ottobre, al Salone di Parigi, la 202 B venne sostituita dalla 202 BH, stavolta una vera e propria gamma composta dalle versioni berlina a tetto apribile, berlina trasformabile, cabriolet, pick-up e Break commercial, praticamente analoga alla Familiale Commerciale d'anteguerra, ma con fiancate rivestite in legno sullo stile delle "woodies" americane e passaruota posteriori non più carenati. La soluzione in stile "woodies" non fu un vezzo stilistico, ma più semplicemente l'unico modo possibile di carrozzare questa versione in un periodo in cui vi era una gran penuria di lamierati in acciaio. Meccanicamente, la novità di maggior rilievo stava nel nuovo impianto frenante idraulico Lockheed che andò a sostituire il vecchio Bendix azionato a cavo.
Nel 1948 fu introdotta la Peugeot 203, destinata a sostituire la 202 che però continuò a rimanere in listino ancora per qualche mese, sebbene nella sola versione berlina. La sua produzione cessò nell'estate del 1949 dopo aver totalizzato 104.126 esemplari. Della piccola francese fu creato anche un prototipo in versione Eclipse, con tetto ripiegabile in metallo.